# Tulostoma australianum
Tulostoma australianum es una especie de hongo del género Tulostoma, de la familia Agaricaceae, orden Agaricales. Fue descrita por Lloyd.

## Distribución
Se distribuye por Australia y Estados Unidos.